# Рёйтер, Кес
Корнелис Вилхелмюс (Кес) Рёйтер (нидерл. Cornelis Wilhelmus "Kees" Ruiter; родился 8 октября 1943 года) — нидерландский футболист, игравший на позиции центрального защитника, выступал за амстердамские команды «Аякс» и «Де Волевейккерс».

## Спортивная карьера
Воспитанник амстердамского «Аякса». Будучи игроком молодёжного состава амстердамцев вместе с Бартом Северейнсе вызывался в молодёжную сборную Нидерландов.
В основном составе клуба дебютировал 22 декабря 1963 года в матче чемпионата Нидерландов против клуба НАК, завершившемся вничью со счётом 2:2.. За два сезона за амстердамцев Рёйтер отыграл 19 матчей в чемпионате Нидерландов. В 1965 году вместе с двумя резервистами «Аякса» Андрисом ван Дейком и Тоном Фенсом перешёл в клуб «Де Волевейккерс».